# Dương Đông, Dương Giang
Dương Đông (chữ Hán giản thể: 阳东区) là một quận thuộc địa cấp thị Dương Giang, tỉnh Quảng Đông, Cộng hòa Nhân dân Trung Hoa. Quận này có diện tích 2043 ki-lô-mét vuông, dân số năm 2001 là 510.000 người. Mã số bưu chính là 529931. Quận lỵ đóng tại trấn Đông Thành. Về mặt hành chính, quận này được chia thành 11 trấn: Đông Thành, Bắc Quán, Hợp Sơn, Đại Câu, Đông Bình, Nhã Thiều, Đường Bình, Đại Bát, Ma Sán, Na Long, Tân Châu.